# Teletón 1988 (Chile)
La Teletón 1988 fue la octava versión de la campaña solidaria realizada en Chile, que se efectuó los días 2 y 3 de diciembre en el Teatro Casino Las Vegas. El lema de esta versión fue «Es tarea de todos», y el himno la canción "Soy tu amigo", cantado por un dúo que fue formado por Miguel Zabaleta y Cecilia Echenique. El niño símbolo fue Rodrigo Cáceres, quien es recordado por haberse aprendido de memoria todas las empresas auspiciadoras del evento.
El bloque del noticiero matinal estuvo a cargo de Radio Cooperativa, por lo cual se recurrió al locutor Sergio Campos, para que, por primera vez en televisión abierta, leyera las noticias como si fuera en un locutorio radial. Una de las anécdotas de esta campaña, fue que el bloque infantil de la cruzada se emitiera totalmente grabado, a diferencia de años anteriores.
Esta campaña estuvo al borde del fracaso. La lentitud de los chilenos en donar hizo que los directores alargaran el programa en aproximadamente 1 hora para así poder llegar a la meta, lo cual solo se concretó a las 01:00 horas del domingo 4 de diciembre con: $ 525 801 100 (US$ 2 154 922), es por eso que esta versión se transformó en la más extensa de su historia hasta la versión efectuada en 2008, puesto que duró cerca de casi 28 horas en forma ininterrumpida. Días después se entregó la cifra final que alcanzó a los $ 711 712 019 (US$ 2 916 852).
Fue la última Teletón que se realizó bajo la dictadura militar de Augusto Pinochet.

## Participantes
| - Juan Antonio Labra - Los Huasos Quincheros - Gloria Simonetti - Luis Jara - Andrea Tessa - Alberto Plaza - Peter Rock - Patricia Frías - Miguel Piñera - Patricio Renán - Eduardo Fuentes - Roberto Vander - Sergio Lillo - Roberto Viking Valdés - Jorge Eduardo - Wildo - Irene Llano - Lorena - Pachuco - Alejandro de Rosas - María Inés Naveillán - Claudia Muñoz y el Grupo Sien - Cristóbal - Eduardo Gatti - Keko Yunge - José Luis Arce - Ginette Acevedo - Mónica de Calixto - Lucho Muñoz - Álvaro Scaramelli | - Chayanne - Sandro - Fito Páez - Al Di Meola - Víctor Manuel - Ángela Carrasco - Amaya - Las Primas - Franco - Nito Mestre - Miguel Bosé - Viento y Marea - Sandra Mihanovich - Celeste Carvallo - Orlando Netti - Braulio - Bafochi (Ballet) - Hugo Urrutia - Gloria Benavides (Showroom) - Tamare Tahiti (Musical) - Mario Buqueño (Ballet) - Mago Oli - Ramón Núñez (Musical) | - José Luis Gioia - Coco Legrand - Ricardo Meruane - Jorge Chino Navarrete - Pepe Tapia - Checho Hirane - Álvaro Salas - Jorge Cruz - Carlos Helo - Sergio Feito - Lucho Arenas - El Huaso Clavel - Gigi Martin - Dúo Contrapeso - El Profesor Rossa - Patio Plum - Cachureos - Pipiripao - Alejandro Rojas - Bambi - Cristina Tocco - María José Nieto - Selva Mayo - Viviana Vega - Pola Montano | - Mario Kreutzberger (Canal 13) - Antonio Vodanovic (Televisión Nacional de Chile) - Raúl Matas (Canal 13) - César Antonio Santis (Televisión Nacional de Chile) - Juan Guillermo Vivado (Televisión Nacional de Chile) |

## Transmisión
- UCV Televisión
- Canal 7
- Canal 11
- Canal 13 (Chile)
- Telenorte
- Canal 8 UCV Televisión

### Programación[2]
| Horario                                | Bloque                                             | Contenido |
| -------------------------------------- | -------------------------------------------------- | --- |
| 21:30-23:30                            | Apertura                                           | Bloque inaugural, donde se produce el lanzamiento de la octava Teletón. Conducen Mario Kreutzberger y Antonio Vodanovic. César Antonio Santis, Javier Miranda y Eduardo Riveros estarán presentes con su animación en el transcurso de este bloque. Actuaciones musicales - José Luis Giogia - Víctor Manuel - "Solo pienso en ti" - Ángela Carrasco - "Boca rosa" - Alberto Plaza - "Le llamaremos paz" - Sandro - Juan Antonio Labra - Luis Jara - Myriam Hernández                              |
| 23:30-02:30                            | Programación normal de la Teletón                  | |
| 02:30-04:30                            | Vedetón / Noti Dormi                               | Show de variedades conducido por Antonio Vodanovic. Con la participación de Cristina Tocco, Pola Montano, Selva Mayo, La Cuatro Dientes y Jorge "Chino" Navarrete. |
| 04:30-06:00                            | Programación normal de la Teletón                  | |
| 06:00-08:00                            | Bloque femenino                                    | Con la conducción de Javier Miranda y Coco Legrand. Participaron, entre otros, Óscar Olavarría, Roberto Vander, Cristian García Huidobro y Eliseo Salazar. Actuaciones musicales - Orlando Netti - "Clásico" |
| 08:00-11:30                            | Bloque infantil                                    | Estuvieron presentes todos los programas infantiles de la televisión chilena junto a sus respectivos animadores. |
| 11:30-12:00                            | Inauguración del centro de rehabilitación de Arica | Con la conducción de Raúl Matas. |
| 12:00-13:00                            | Programación normal de la Teletón                  | |
| 13:00-16:30                            |                                                    | Transmisión conjunta entre Calama, Concepción y Santiago. Desde Calama se estuvo presentando una "fiesta tropical" con Juan La Rivera y Susana Palomino, la que se realizó en el estadio de Cobreloa. En Concepción, Antonio Vodanovic y Andrea Tessa condujeron un show roquero, que contó con la presencia de Upa!, La Torre, Fito Páez y Álvaro Scaramelli. En Santiago, en tanto, hubo un programa con cantantes baladistas, entre ellos, Silvina Garré, María Marta Serra Lima y Nito Mestre. |
| 16:30 - 20:30                          | Programación normal de la Teletón                  | |
| Noticieros de cada canal (20:30-21:30) |                                                    | |
| 21:30-01:30                            | Cierre                                             | Bloque final, con Mario Kreutzberger y Antonio Vodanovic a la cabeza de los animadores. Cierre del programa a cargo de Miguel Zabaleta y Cecilia Echenique cantando en directo "Soy tu amigo" junto a todos los animadores y artistas que participaron en la maratónica transmisión. Actuaciones musicales - Miguel Bosé - Al Di Meola - Chayanne - "Violeta", "Fiesta en América" - Víctor Manuel - "Ay, amor" - Sandro - Sandra Mihanovich y Celeste Carballo                                    |

## Auspiciadores
En esta versión los 26 auspiciadores de la octava campaña fueron:
- Aceite Cristal
- Agua Mineral Cachantún
- Banco de Chile
- Bigtime de Dos en Uno
- Cecinas La Preferida
- Coca-Cola
- Cola Cao
- Combustibles Copec
- Detergente Ace
- Galletas Costa
- Savory
- Jabón Camay
- Johnson's Clothes
- Leche Soprole
- Nescafé
- Odontine
- Pastas Lucchetti
- Pilsener Dorada
- Pisco Control
- Productos Kodak
- Quesos Colún
- Refrescos Yupi
- Soft
- Té Supremo
- Vinos Santa Carolina
- Yogur Soprole